# Norgesmesterskabet i ski 1940
Norgesmesterskabet i ski 1940 blev arrangert i Raufoss i 1940.

## Mænd

### 18 km
| Plads  | Udøver         |
| ------ | -------------- |
| Guld   | Leif Slagtern  |
| Sølv   | Annar Ryen     |
| Bronze | Erling Evensen |

### 30 km
| Plads  | Udøver         |
| ------ | -------------- |
| Guld   | Erling Evensen |
| Sølv   | Arve Ullseth   |
| Bronze | Arvid Hagen    |

### Stafet
| Plads  | Udøver        |
| ------ | ------------- |
| Guld   | Nord-Østerdal |
| Sølv   | Vestopland    |
| Bronze | Hedmark       |

### Kombineret
| Plads  | Udøver            |
| ------ | ----------------- |
| Guld   | Emil Kvanlid      |
| Sølv   | Olav Odden        |
| Bronze | Ola Normann Bakke |

### Skihop
| Plads  | Udøver       |
| ------ | ------------ |
| Guld   | Hilmar Myhra |
| Sølv   | Victor Clock |
| Bronze | Birger Ruud  |